# Moya Brennan
Moya Brennan, (Gweedore, condado de Donegal, Irlanda, 4 de agosto de 1952), seudónimo de Máire Philomena Ní Bhraonáin es una cantante irlandesa de música New age y celta.
Anteriormente conocida como Máire Brennan, Moya pertenece al clan Brennan, que ha dado al mundo cantantes como sus hermanas Enya, Bridin Brennan o los Clannad, donde comenzaron Moya y su hermana Enya. 
La carrera musical de Clannad fue muy longeva, empezando en 1972 en la taberna de su padre, junto a sus tíos Noel y Padraig Duggan y sus hermanos Pol y Ciaran Brennan. Tiempo después se unió Enya, que abandonó el grupo a mediados de los 80. Moya siguió con su grupo recorriendo todo el mundo, con un estilo mezcla de folclore, celta y pop, hasta que en 1998, con el último disco publicado por Clannad, consiguieron el Grammy (con su disco "Landmarks").
Pero Moya comenzó su carrera en solitario estando todavía en Clannad, en 1992, con su disco Maire, logrando gran éxito con su sencillo "Against The Wind". Continuó su carrera en solitario con "Misty Eyed Adventures" en 1994, "Perfect Time" en 1998, "Whisper To The Wild Water" en 1999.
Ya en el nuevo milenio, Moya lanza lo que definió como su mejor trabajo, "Two Horizons" (2003), una gran mezcla de estilos, obteniendo un enorme éxito y las alabanzas de la crítica.
Tiempo después, lanza "An Irish Christmas" (2005/2006), un disco de villancicos, gran deseo de Moya, pues es una mujer muy religiosa.
Actualmente promociona su último trabajo, "Heart Strings" (2008), y ha hecho una nueva gira entre noviembre y diciembre de 2008 para seguir promocionando su disco navideño, llevándola a diferentes escenarios e iglesias europeas. Próximamente volverá a hacer un nuevo proyecto con Clannad.
Moya ha colaborado con numerosos artistas, tanto junto a Clannad como en solitario, tales como Bono (U2), Delerium, Ronan Keating, Schiller.

## Discos en solitario
- Máire, (1992)
- Misty Eyed Adventures, (1994)
- Perfect Time, (1998)
- Whisper To The Wild Water, (1999)
- New Irish Hymns, (2002) (con Joanne Hogg y Margaret Becker)
- Two Horizons, (2003)
- Óró - A Live Session, (2005)
- An Irish Christmas, (2005)
- Signature, (2006)
- Signature (Tour Edition) (2007)
- Heart Strings (2008)
- My Match Is A Makin' (con Cormac de Barra) (2010)
- T with the Maggies (con T with the Maggies) (2010)
- Voices & Harps (con Cormac de Barra) (2011)
- Affinity (con Cormac de Barra) (2013)